# الحما (كحلان عفار)

تعديل مصدري - تعديل

الحما هي إحدى قرى عزلة بنى موهب بمديرية كحلان عفار التابعة لمحافظة حجة، بلغ تعداد سكانها 155 نسمة حسب تعداد اليمن لعام 2004.